# 曾咀

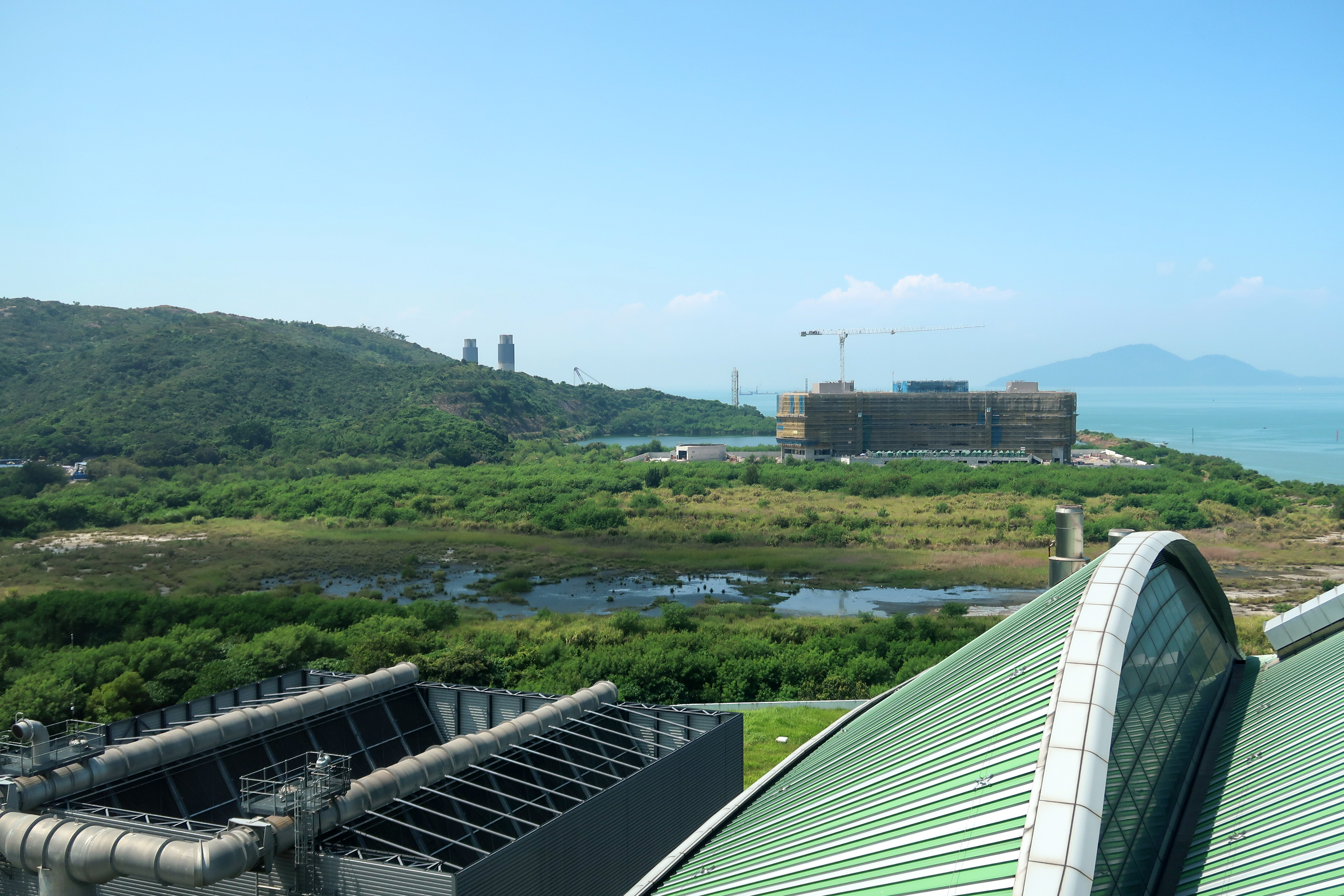
從T·PARK 源·區高處望正興建中的屯門曾咀靈灰安置所（2019年10月）

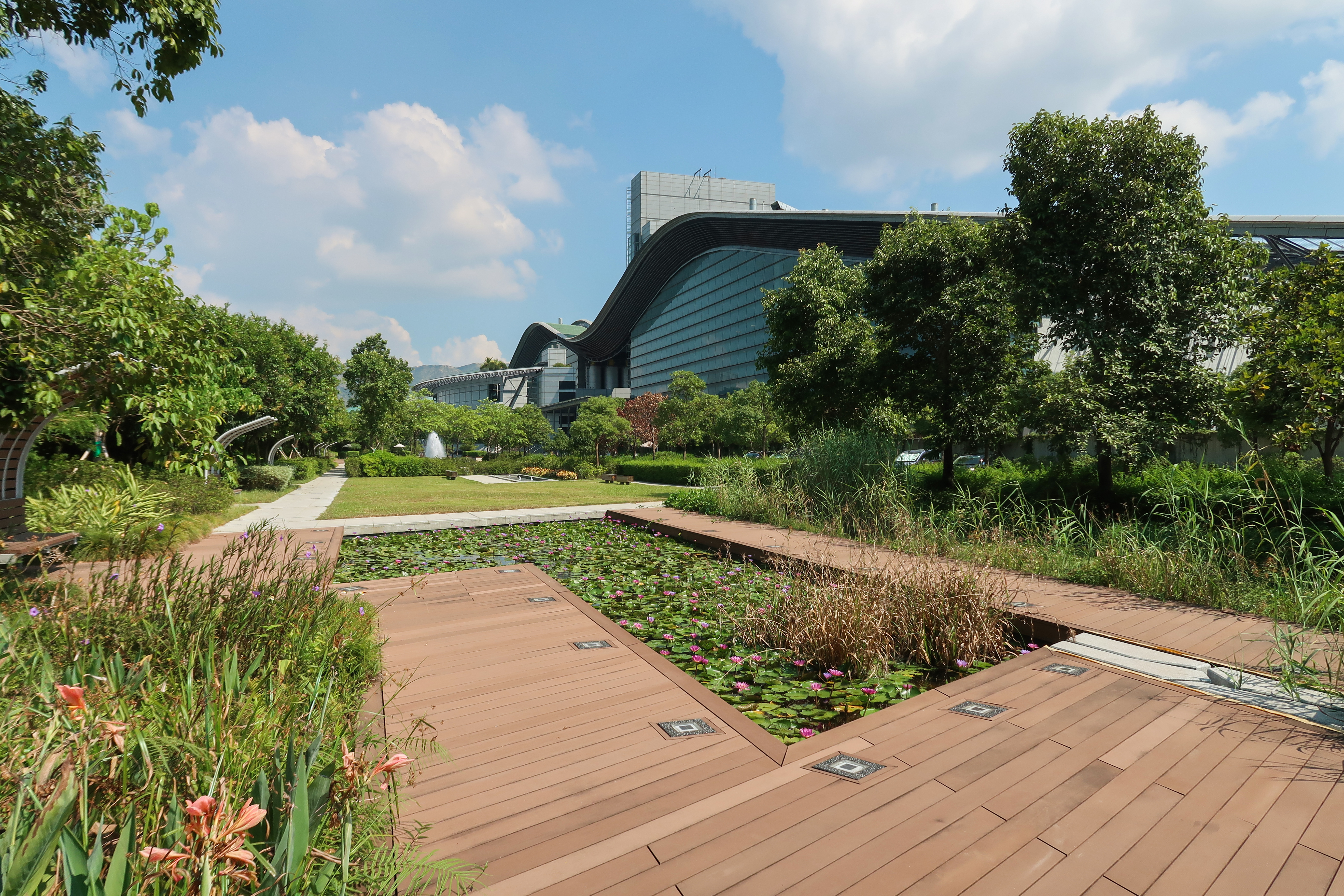
T·PARK 源·區是香港首個自給自足的污泥處理設施

曾咀（英語：Tsang Tsui）是香港新界屯門區西北部的一個地方，位於曾角、稔灣和湧浪之間，面向后海灣。現時，該處的主要建築有曾咀靈灰安置所和T·PARK 源·區。

## 歷史
曾咀原是一個海灣，有沙灘和岩岸，並有一條同名的村落，早於20世紀初或更早已有人在此開墾農田定居。曾咀的寮舍主要集中在沙灘的旁邊，村的最西邊建有一座洪聖廟。1984年，政府收回曾咀大片農地以興建英國廣播公司電台的發射站，以向中國大陸人民進行政治宣傳廣播，在香港回歸前便停止運作，1998年拆卸。1986年，政府在曾咀對出的海面展開填海工程，海灘和蠔田被移除，以興建將租用予中華電力新發電廠使用的煤灰湖。曾咀的漁民和蠔戶因此失去生計，居民需要遷走，曾咀的生態環境自此大受破壞。
村民遷出後，位於屯門邊陲的曾咀變得人跡罕至。1993年，湧浪和稔灣分別興建龍鼓灘發電廠和新界西堆填區。現時曾咀昔日居住的痕跡只剩下一座洪聖廟。

## 近年發展
2000年代起，中華電力把曾咀煤灰湖分批交還政府，當局在已乾涸的煤灰湖上開發不同設施：其中東湖於2013年建成T·PARK 源·區，中湖的西側於2020年建成屯門曾咀靈灰安置所，而未乾涸西湖的開發仍有待研究。
2021年，政府計劃擴建新界西堆填區，曾咀包括中湖和西湖將會成為堆填區的擴展部份。

## 交通
曾咀位處偏遠，2021年9月前並沒有常規公共交通到達。雖然有穿梭巴士來往源·區和V city，但參觀源·區需要先前預約。一般市民可以自行由屯門經龍鼓灘路和稔灣路前往。
區內的曾嘴路是香港唯一一條使用「嘴」字為名的道路（其他類似道路是使用簡化的「咀」字，例如沙咀道）。雖然已有新的基建，但曾嘴路路況並沒有提升，依然是一條非標準的鄉村道路。
2020年5月15日起，新增屯門曾咀靈灰安置所至V City免費穿梭巴士服務（需預約），惟因港鐵巴士K52A線於2021年9月25日起開通而結束穿梭巴士服務。
2020年10月10日起，新增九巴56S線往返屯門曾咀靈灰安置所至屯門站的巴士服務，只在清明節和重陽節前後周末服務。
2021年9月25日起，新增港鐵巴士K52A線往返屯門曾咀靈灰安置所至屯門站的巴士服務，每天服務，為曾咀首條常規巴士路線，也是曾咀唯一常規公共交通服務。
2021年10月1日起，新增九巴52S線往返屯門曾咀靈灰安置所至屯門公路巴士轉乘站的巴士服務，只在清明節和重陽節前後周末服務。

## 外部連結
- 香港圖集 - 曾咀BBC 發射站遺址 （页面存档备份，存于）